# جزر ماسكارين

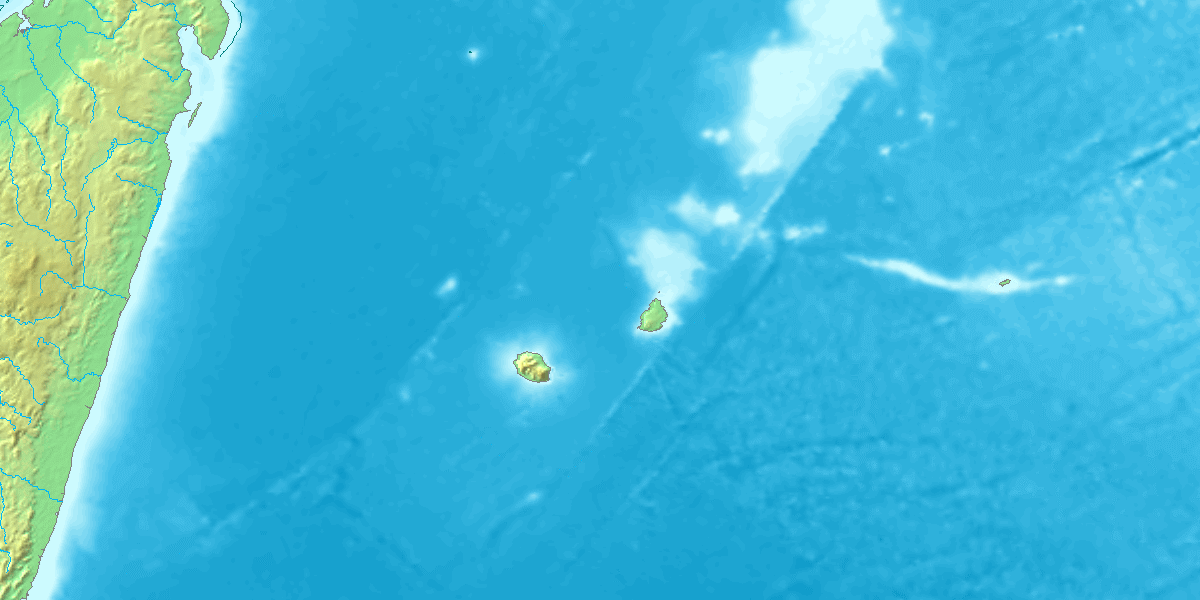
موقع الجُزر على الخريطة

جزر مَسكارين (بالإنجليزية: Mascarene Islands) (أو Mascarenhas Archipelago) هي مجموعة من الجزر في المحيط الهندي شرق مدغشقر، والتي تضم كلاً من موريشيوس وريونيون وجزيرة رودريغز وكارغادوز كاراجوز، بالإضافة إلى الجزر السابقة لضفاف سايا دي مالحة والناصرة والسودان. والاسم مشتق من الملاح البرتغالي بيدرو مسكارينهاس (Pedro Mascarenhas)، الذي يُعتبر أول من زار هذه الجزر في أوائل القرن السادس عشر الميلادي. وتتشارك الجزر في أصل جيولوجي مشترك في النشاط البركاني في النقطة الساخنة في جزيرة ريونيون أسفل هضبة مسكارين وتشكل منطقة بيئية ذات نباتات وحيوانات نادرة.

## الجزر والضفاف

### موريشيوس
تشكلت موريشيوس خلال من 8 إلى 10 ملايين سنة مضت، وجغرافيًا تُعتبر واحدة من أقدم الجزر المتبقية في المجموعة. وقد أكتشفها العرب في القرن العاشر وسُميت في أول الأمر دينا حاروبي، ولكن تم إنشاء أول مستوطنة دائمة على يد الهولنديين في عام 1638م. وتم الاستيلاء عليها من قِبل فرنسا عام 1715م التي ظلت تسيطر عليها حتى استولى عليها البريطانيون عام 1810م. وحصلت موريشيوس على استقلالها عام 1968م.

### رودريغز
تشكلت رودريغز في نفس وقت تشكُل جزيرة موريشيوس تقريبًا. وكان أول من اكتشفها هم العرب ولكن تمت تسميتها على اسم البحار البرتغالي ديوغو رودريغز. وخضعت للسيطرة الهولندية عام 1601م واستوطنها الفرنسيون عام 1691م. واستولى عليها البريطانيون عام 1809م. وعندما نالت موريشيوس استقلالها عام 1968م، انضمت إليها رودريغز بالقوة. ولا تزال جزيرة رودريغز منطقة تتمتع بحكم ذاتي تابعة لجزيرة موريشيوس.

### ريونيون
تم اكتشاف ريونيون على يد العرب في بادئ الأمر ثم اكتشفها البرتغاليون الذين أطلقوا عليها اسم سانتا أبولونيا. ثم احتلها الفرنسيون كجزء من موريشيوس. وكان أول من سكنها المتمردون الفرنسيون الذين وصلوا الجزيرة خلال الفترة من 1646 إلى 1669. وسُميت باسمها الحالي عام 1793م. ومن عام 1810م إلى عام 1815م خضعت للسيطرة البريطانية قبل استعادتها من قِبل فرنسا. وأصبحت ريونيون إقليمًا تابعًا لفرنسا عام 1946م.

### كارغادوز كاراجوز
كارغادوز كاراجوز هي الجزيرة المتبقية من الجزر البركانية الكبيرة التي غرقت بسبب ارتفاع المد. وتخضع الجزيرة حاليًا لإدارة موريشيوس.

### سايا دي مالحة
ضفة سايا دي مالحة هي ضفة كبيرة مغمورة. وتاريخيًا كانت مجموعة من الجزر البركانية وانضمت إلى ضفة شاغوس العظمى حتى أدى الانجراف القاري إلى دفعها بعيدًا.

### ضفاف السودان
ضفاف السودان هي مجموعة من الضفاف المنخفضة في هضبة مسكارين.

### ضفة الناصرة
ضفة الناصرة تقع شمال جزيرة كارغادوز كاراجوز مباشرة وكانت قديمًا ذات سمة جيولوجية واحدة. واليوم باتت عبارة عن ضفة كبيرة ضحلة تُستخدم للصيد.

### ضفة هوكينز
ضفة هوكينز تقع في أقصى شمال هضبة مسكارين.

## وصلات خارجية
- Scientific research application on the nature reserve of Mare-Longue (Réunion - Mascarene Islands)
- Mascarene forests (World Wildlife Fund)
- Dispersal of the Genus Phelsuma in the Mascarenes (Phelsumania)